# Cristología

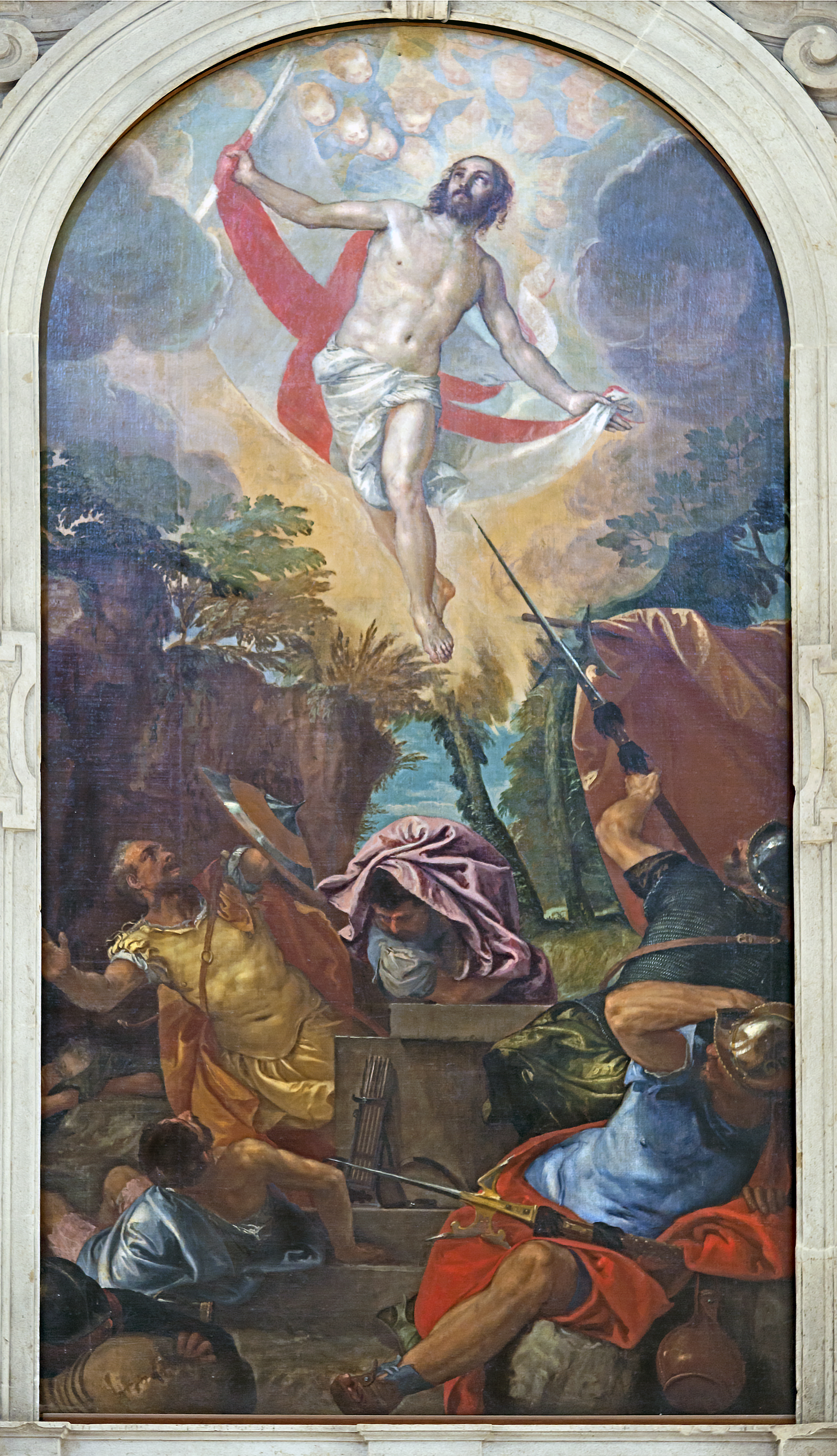
Paolo Veronese, La Resurrección de Jesucristo (c. 1560)

En el cristianismo, la Cristología, del griego Χριστός y -λογία, traducido del griego como «el estudio de Cristo es una rama de la teología que se ocupa de Jesús. Las diferentes confesiones tienen opiniones divergentes sobre cuestiones tales como si Jesús era humano, divino o ambas cosas, y, como mesías, cuál sería su papel en la liberación del pueblo judío de los gobernantes extranjeros o en el profetizado Reino de Dios, y en la salvación de lo que de otro modo serían las consecuencias del pecado.
La cristología es la parte de la teología cristiana que dedica su estudio al papel que desempeña Jesús de Nazaret, en tanto designado con el título de «Cristo» o «Mesías», que significa "ungido". Podría dividirse en tres grandes etapas: desde la vida y muerte de Jesús hasta el Concilio de Calcedonia, desde éste hasta la época de la Ilustración, y desde esta última hasta nuestros días.
Aunque la noción puede rastrearse ya en Rm 16:18, la primera obra que dio un tratamiento sistemático de cristología, en el sentido moderno en el que se conoce actualmente, es Christologiae seu sermonum de Christo, del canónigo polaco Hieronymus Powodowski (latinizado Povodovius), publicada en varios volúmenes desde 1602.
Los primeros escritos cristianos dieron varios títulos a Jesús, como Hijo del Hombre, Hijo de Dios, Mesías y Kyrios, todos ellos derivados de las escrituras hebreas. Estos términos se centraban en dos temas opuestos, a saber, «Jesús como figura preexistente que se hace humano y luego vuelve a Dios», frente al adopcionismo , según el cual Jesús era un ser humano que fue «adoptado» por Dios en su bautismo, crucifixión o resurrección. Antes de 2007, el consenso académico era que la divinidad de Cristo era un desarrollo posterior, aunque la mayoría de los estudiosos sostienen ahora que existía una cristología elevada antes de Pablo.
Desde el siglo II hasta el V, la relación entre la naturaleza humana y divina de Cristo fue uno de los principales temas de debate en los primeros centros de la Iglesia y en los Primeros siete concilios ecuménicos. El Concilio de Calcedonia de 451 formuló la unión hipostática de las dos naturalezas de Cristo, una humana y otra divina, «unidas sin confusión ni división», afirmada por la mayoría de las principales ramas del cristianismo occidental y la ortodoxia oriental, tal y como lo articuló el Segundo Concilio de Éfeso, donde se afirmó la doctrina del primer Concilio de Éfeso de una naturaleza divina y humana compuesta tras la unión. y rechazada por las Iglesias ortodoxas orientales que suscriben el Miafisismo

## Definición y enfoques
Cristología (del griego χριστός y  -λογία), literalmente «el entendimiento de Cristo», es el estudio de la naturaleza (persona) y la obra (papel en la salvación) de Jesucristo.Estudia la humanidad y la divinidad de Jesucristo, y la relación entre estos dos aspectos; así como el papel que desempeña en la salvación.
La Cristología Ontológica analiza la naturaleza o el ser de Jesucristo. 
La cristología funcional analiza las obras de Jesucristo, mientras que la cristología soteriológica analiza los puntos de vista «salvíficos» de la cristología.
Los teólogos pueden adoptar varios enfoques diferentes de la cristología. Por ejemplo:
- «Cristología desde arriba»[25] o «alta cristología»[26] hace hincapié en los enfoques que incluyen aspectos de la divinidad (como títulos como «Señor» e «Hijo de Dios») y la idea de la preexistencia de Cristo como el Logos («el Verbo»),[25][26][27] (tal y como se expresa en el prólogo del Evangelio de Juan.[28] Estos enfoques interpretan las obras de Cristo en términos de su divinidad. Según Pannenberg, la cristología desde arriba «era mucho más común en la Iglesia antigua, comenzando con Ignacio de Antioquía y los apologistas del siglo II».[27][29]

- La «cristología desde abajo»[30] o «cristología baja»[26] toma como punto de partida los aspectos humanos y el ministerio de Jesús, incluidos los milagros, las parábolas, etc. y avanza hacia su divinidad y el misterio de la Encarnación.[25][26]

### Persona de Cristo

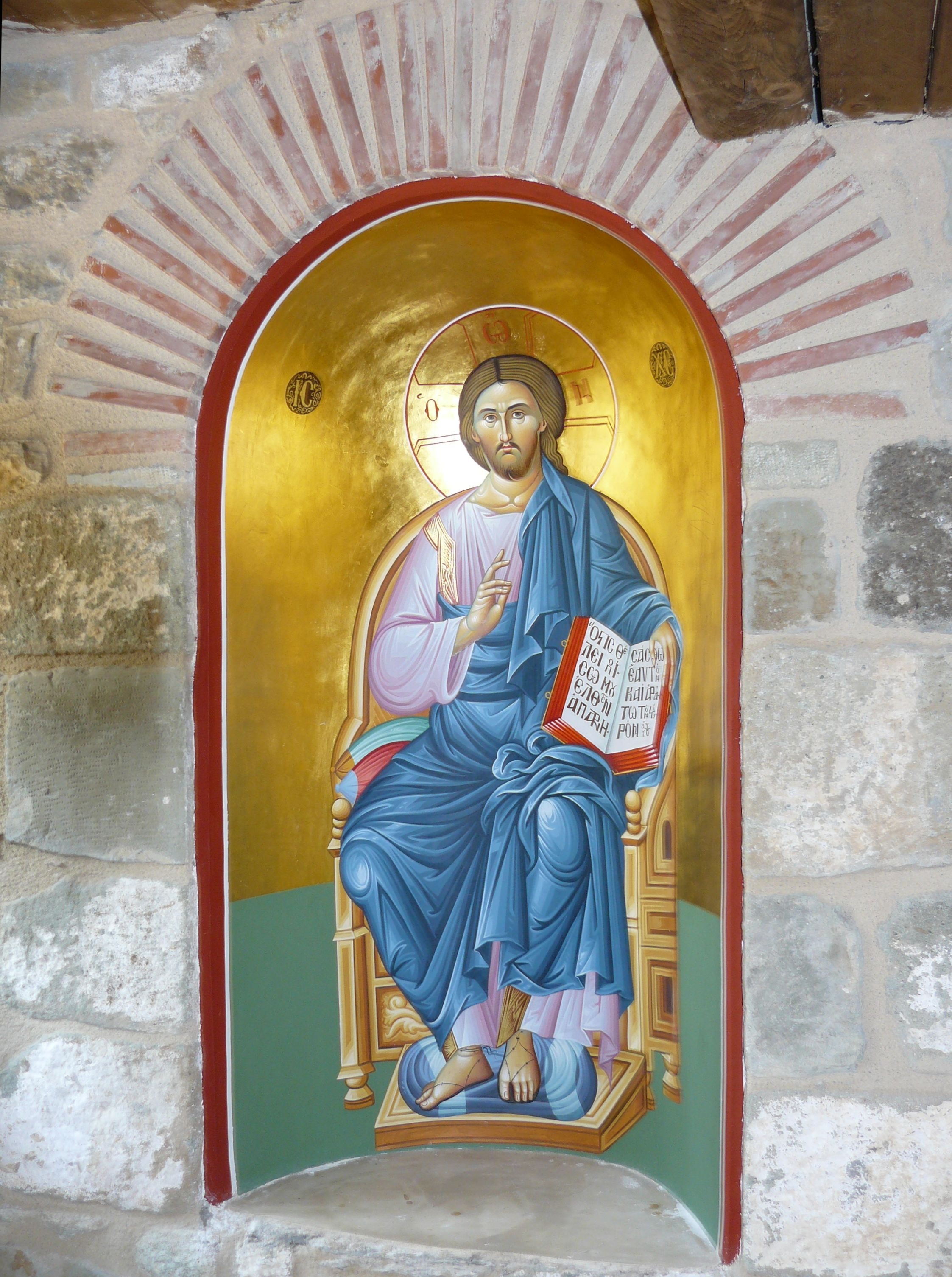
Cristo Pantocrátor, monasterio de la Santísima Trinidad, Meteora, Grecia

Una enseñanza cristológica fundamental describe a Jesucristo como poseedor de dos naturalezas: humana y divina; han surgido debates sobre la unidad de estas naturalezas. Según las definiciones poscalcedonianas, las naturalezas humana y divina de Jesucristo aparentemente (prosópica) forman una dualidad, ya que coexisten en una sola persona (hipóstasis). En el paradigma ortodoxo oriental, estas dos naturalezas se unen para crear una naturaleza compuesta que es plenamente humana y plenamente divina. No hay discusiones directas en el Nuevo Testamento sobre la doble naturaleza de Cristo como divino y humano, y desde los primeros días del cristianismo, los teólogos han debatido diversos enfoques para comprender estas naturalezas, lo que en ocasiones ha dado lugar a concilios ecuménicos y a cismas.
Algunas doctrinas cristológicas históricas obtuvieron un amplio apoyo:
- Monofisismo (controversia monofisita, siglos III-VIII): tras la unión de lo divino y lo humano en la encarnación histórica, Jesucristo tenía una sola naturaleza. El Concilio de Calcedonia y el Tercer Concilio de Éfeso condenaron el monofisismo como herético en 451 y 475 d. C., respectivamente.
- Miafisismo (iglesias ortodoxas orientales): En la persona de Jesuc|risto, la naturaleza divina y la naturaleza humana están unidas en una naturaleza compuesta («physis»).
- Diofisismo (Iglesia ortodoxa oriental, Iglesia católica, Iglesia del Este, luteranismo, anglicanismo y las iglesias reformadas): Cristo mantuvo dos naturalezas, una divina y otra humana, después de la Encarnación, según lo articula la Definición de Calcedonia.
- Monarquianismo (incluido el adopcionismo y el modalismo): Dios es uno, en contraste con la doctrina de la Santísima Trinidad. Condenado como herético dese la era patrística, pero seguido hoy en día por ciertos grupos de antitrinitarios.

Existieron cristologías influyentes en su época y que fueron ampliamente condenadas como heréticas
Incluyen:
- El docetismo (siglos III-IV) afirmaba que la forma humana de Jesús era una mera apariencia sin ninguna realidad verdadera.
- El arrianismo (siglo IV) consideraba que la naturaleza divina de Jesús, el Hijo de Dios, era distinta e inferior a la de Dios Padre, por ejemplo, al tener un principio en el tiempo.
- El nestorianismo (siglo V) considera que las dos naturalezas (humana y divina) de Jesucristo subsisten por separado.[35]
- Monotelismo (siglo VII), consideraba que Cristo tenía una sola voluntad.

### Salvación
En la teología cristiana, la expiación es el método por el cual los seres humanos pueden reconciliarse con Dios a través del sufrimiento sacrificial y la muerte de Cristo.  La expiación es el perdón o el perdón del pecado en general y del pecado original en particular a través del sufrimiento, la muerte y la resurrección de Jesús,que permite la reconciliación entre Dios y su creación. Debido a la influencia de Gustaf Aulén (1879-1978), cuyo libro Christus Victor se publicó en inglés en 1931, las diversas teorías o paradigmata de la expiación se agrupan a menudo bajo los títulos de «paradigma clásico», «paradigma objetivo» y «paradigma subjetivo»: 
- Paradigma clásico:[41]
  - Teoría del rescate de la expiación, que enseña que la muerte de Cristo fue un rescate por el sacrificio, que según algunas opiniones se pagó a Satanás o a la muerte misma, y según otras a Dios Padre, en satisfacción por la esclavitud y la deuda de las almas de la humanidad como resultado del pecado heredado. Gustaf Aulén reinterpretó la teoría del rescate,[42] llamándola la doctrina Christus Victor, argumentando que la muerte de Cristo no fue un pago al diablo, sino que derrotó los poderes del mal, que habían mantenido a la humanidad bajo su dominio.[43][45]Salvación
  - Teoría recapitulativa,[46] que dice que Cristo triunfó donde Adán fracasó. Teosis («divinización») es un «corolario» de la recapitulación.[47]
- Paradigma objetivo:
  - Teoría de la satisfacción de la expiación,[48] desarrollada por Anselmo de Canterbury (1033/4-1109), que enseña que Jesucristo sufrió la crucifixión como sustituto del pecado humano, satisfaciendo la justa ira de Dios contra la transgresión de la humanidad gracias al mérito infinito de Cristo.[49]
  - Sustitución penal, también llamada «teoría forense» y «castigo vicario», que fue un desarrollo de los reformadores de la teoría de la satisfacción de Anselmo.[50][51][52][54] En lugar de considerar el pecado como una afrenta al honor de Dios, lo ve como la violación de la ley moral de Dios. La sustitución penal considera que el hombre pecador está sujeto a la ira de Dios, y que la esencia de la obra salvadora de Jesús es su sustitución en el lugar del pecador, llevando la maldición en lugar del hombre.
  - Teoría gubernamental de la expiación, «que considera a Dios como el creador amoroso y el gobernador moral del universo».[55]

- Paradigma subjetivo:
  - Teoría de la influencia moral de la expiación,[56] desarrollada, o más notablemente propagada, por Pedro Abelardo (1079-1142),[57][58] quien argumentó que «Jesús murió como demostración del amor de Dios», una demostración que puede cambiar los corazones y las mentes de los pecadores, haciéndoles volver a Dios.[57][59]
  - Teoría del ejemplo moral, desarrollada por Fausto Socino (1539-1604) en su obra De Jesu Christo servatore (1578), quien rechazaba la idea de la «satisfacción vicaria».[60] Según Socinus, la muerte de Jesús ofrece a la humanidad un ejemplo perfecto de dedicación abnegada a Dios.[59]

Otras teorías son la «teoría de la aceptación» y la «teoría de la expiación compartida».

## Cristologías primitivas (sigloI)

### Primeras nociones de Cristo
Las primeras reflexiones cristológicas estuvieron influidas tanto por los antecedentes judíos de los primeros cristianos como por el mundo griego del Mediterráneo oriental en el que se desarrollaban. Los primeros escritos cristianos dan varios títulos a Jesús, como Hijo del Hombre, Hijo de Dios, Mesías y Kyrios, todos ellos derivados de las escrituras hebreas. Según Matt Stefon y Hans J. Hillerbrand:

Hasta mediados del siglo II, estos términos enfatizaban dos temas: el de Jesús como una figura preexistente que se hace humano y luego regresa a Dios, y el de Jesús como una criatura elegida y «adoptada» por Dios. El primer tema utiliza conceptos extraídos de la antigüedad clásica, mientras que el segundo se basa en conceptos característicos del pensamiento judío antiguo. El segundo tema se convirtió posteriormente en la base de la «cristología adopcionista» (véase adopcionismo), que consideraba el bautismo de Jesús como un acontecimiento crucial en su adopción por Dios.

Históricamente, en la Escuela catequística de Alejandría de pensamiento, basada en el Evangelio de Juan, Jesucristo es el eterno Logos que ya posee la unidad con el Padre antes del acto de la Encarnación. En contraste, la Escuela de Antioquía veía a Cristo como una persona humana única y unificada, aparte de su relación con lo divino.

#### Preexistencia
La noción de preexistencia está profundamente arraigada en el pensamiento judío y se puede encontrar en el pensamiento apocalíptico y entre los rabinos de la época de Pablo,, pero Pablo estuvo más influenciado por la literatura sapiencial judeo-helenística, donde la sabiduría se ensalza como algo que existe antes que el mundo y que ya está actuando en la creación. Según Witherington, Pablo «suscribía la noción cristológica de que Cristo existía antes de encarnarse[,] basando la historia de Cristo [...] en la historia de la Sabiduría divina».

#### Kyrios
El título Kyrios para Jesús es fundamental en el desarrollo de la cristología del Nuevo Testamento. En la Septuaginta se traduce como Tetragrammaton, el nombre sagrado de Dios. Como tal, vincula estrechamente a Jesús con Dios, del mismo modo que un versículo como Mateo 28:19: «El nombre (en singular) del Padre, del Hijo y del Espíritu Santo».
También se conjetura que «Kyrios» es la traducción griega del arameo Mari, que en el uso cotidiano del arameo era una forma muy respetuosa de dirigirse a alguien, que significaba más que «maestro» y era algo similar a «rabbi». Mientras que el término Mari expresaba la relación entre Jesús y sus discípulos durante su vida, el griego «Kyrios» pasó a representar su señorío sobre el mundo.
Los primeros cristianos situaron a «Kyrios» en el centro de su comprensión y, desde ese centro, intentaron comprender las demás cuestiones relacionadas con los misterios cristianos. La cuestión de la deidad de Cristo en el Nuevo Testamento está intrínsecamente relacionada con el título «Kyrios» de Jesús utilizado en los primeros escritos cristianos y sus implicaciones para el señorío absoluto de Jesús. En la creencia cristiana primitiva, el concepto de «Kyrios» incluía la pre-existencia de Cristo, ya que creían que si Cristo era uno con Dios, debía haber estado unido a Dios desde el principio.

### Desarrollo de la «cristología baja» y la «cristología alta»
En la Iglesia primitiva se desarrollaron dos cristologías fundamentalmente diferentes, a saber, una cristología «baja» o adopcionista y una cristología «alta» o «encarnacional». La cronología del desarrollo de estas primeras cristologías es objeto de debate entre los estudiosos contemporáneos. No hay consenso sobre la continuidad o discontinuidad del Jesús terrenal y la cristología post-Pascua.
La «cristología baja» o «cristología adopcionista» es la creencia de que «Dios exaltó a Jesús como su Hijo al resucitarlo de entre los muertos», elevándolo así a la «condición divina». Según el «modelo evolutivo» o las teorías evolutivas, la comprensión cristológica de Jesús se desarrolló con el tiempo, tal y como se atestigua en los Evangelios, y los primeros cristianos creían que Jesús era un ser humano que fue exaltado o adoptado como Hijo de Dios cuando resucitó. Más tarde, las creencias desplazaron la exaltación a su bautismo, nacimiento y, posteriormente, a la idea de su preexistencia, tal y como se atestigua en el Evangelio de Juan. Este «modelo evolutivo» fue propuesto por los defensores de la Religionsgeschichtliche Schule, especialmente por la influyente obra de Wilhelm Bousset Kyrios Christos (1913). Este modelo evolutivo fue muy influyente, y la «cristología baja» se ha considerado durante mucho tiempo la cristología más antigua.
La otra cristología primitiva es la «alta cristología», que es «la visión de que Jesús era un ser divino preexistente que se hizo humano, hizo la voluntad del Padre en la tierra y luego fue llevado de vuelta al cielo, de donde había venido originalmente», y desde donde apareció en la tierra. Según Bousset, esta «alta cristología» se desarrolló en la época en que Pablo escribió, bajo la influencia de los cristianos gentiles, que llevaron sus tradiciones paganas helenísticas a las primeras comunidades cristianas, introduciendo honores divinos a Jesús. Según Casey y Dunn, esta «alta cristología» se desarrolló después de la época de Pablo, a finales del siglo I d. C., cuando se escribió el Evangelio de Juan.
Desde la década de 1970, estas dataciones tardías del desarrollo de una «alta cristología» han sido cuestionadas, y la mayoría de los estudiosos sostienen que esta «alta cristología» ya existía antes de los escritos de Pablo. Según la «Nueva Religionsgeschichtliche Schule», o el Early High Christology Club, que incluye a Martin Hengel, Larry Hurtado, N. T. Wright y Richard Bauckham, esta «cristología de la encarnación» o «alta cristología» no evolucionó a lo largo de un período prolongado, sino que fue un «big bang» de ideas que ya estaban presentes al inicio del cristianismo y que tomaron forma en las primeras décadas de la Iglesia, como atestiguan los escritos de Pablo.
Existe una controversia sobre si Jesús mismo afirmó ser divino. En Honest to God (1963), el entonces obispo de Woolwich, John A. T. Robinson, cuestionó esta idea.  John Hick, en un escrito de 1993, mencionó los cambios en los estudios del Nuevo Testamento, citando un «amplio consenso» entre los estudiosos que hoy en día no apoyan la idea de que Jesús afirmara ser Dios, y citó como ejemplos a Michael Ramsey (1980), C. F. D. Moule (1977), James Dunn (1980), Brian Hebblethwaite (1985) y David Brown (1985). Larry Hurtado, quien sostiene que los seguidores de Jesús desarrollaron en muy poco tiempo un nivel extremadamente alto de devoción y reverencia hacia Jesús. Según Gerd Lüdemann, el consenso general entre los estudiosos modernos del Nuevo Testamento es que la proclamación de la divinidad de Jesús fue un desarrollo dentro de las primeras comunidades cristianas. N. T. Wright señala que los argumentos sobre las afirmaciones de Jesús con respecto a la divinidad han sido ignorados por los estudiosos más recientes, que ven una comprensión más compleja de la idea de Dios en el judaísmo del siglo I.

### Escritos del Nuevo Testamento
El estudio de las diversas cristologías de la era apostólica se basa en documentos cristianos primitivos.

#### Pablo

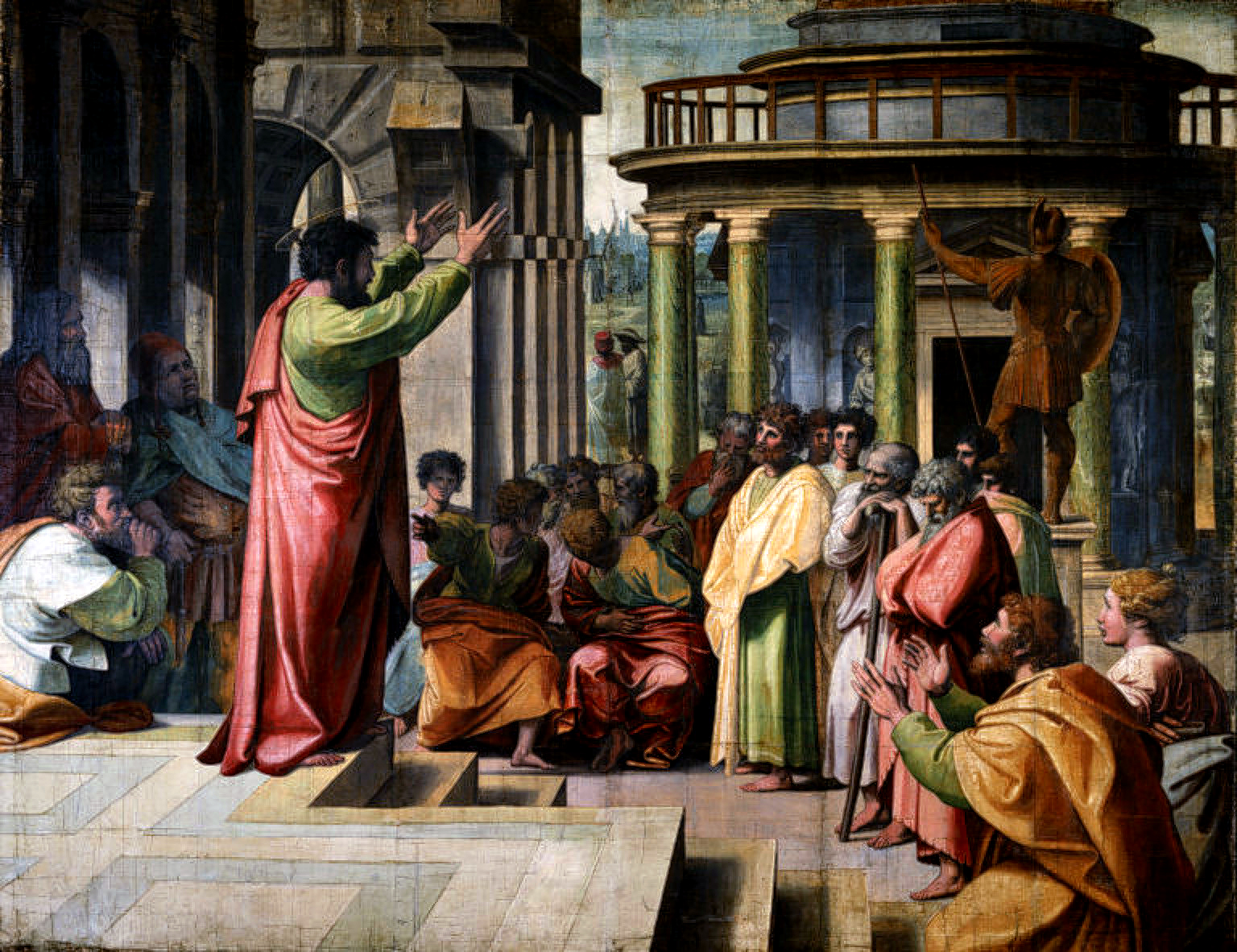
San Pablo pronunciando el Sermón en el Areópago en Atenas, por Rafael, 1515

Las fuentes cristianas más antiguas son los escritos de Pablo. Según la mayoría de los estudiosos, la cristología central de Pablo transmite la noción de la preexistencia de Cristo, aunque esto es discutido por una minoría de estudiosos. y la identificación de Cristo como «Kýrios». Es probable que ambas nociones existieran antes que él en las primeras comunidades cristianas, y Pablo las profundizó y las utilizó para predicar en las comunidades helenísticas.
No se puede determinar con certeza qué creía Pablo exactamente sobre la naturaleza de Jesús. En Filipenses 2, Pablo posiblemente insinúa que Jesús era preexistente y vino a la Tierra «tomando la forma de un siervo, haciéndose semejante a los hombres». Esto suena como una cristología de la encarnación según la opinión de la mayoría de los estudiosos. Aunque esta interpretación ha sido cuestionada por algunos estudiosos. Sin embargo, en Romanos 1:4, Pablo afirma que Jesús «fue declarado con poder Hijo de Dios por su resurrección de entre los muertos», lo que suena a una cristología adopcionista, según la cual Jesús era un ser humano que fue «adoptado» después de su muerte. Durante siglos, los cristianos debatieron diferentes puntos de vista, hasta que finalmente, a mediados del siglo V, en el Concilio de Éfeso, se llegó a la conclusión de que era plenamente humano y plenamente divino. Los pensamientos de Pablo sobre las enseñanzas de Jesús, frente a su naturaleza y su ser, están más definidos, en el sentido de que Pablo creía que Jesús fue enviado como expiación por los pecados de todos. 
Las epístolas paulinas utilizan «Kyrios» para identificar a Jesús casi 230 veces y expresan el tema de que la verdadera marca de un cristiano es la confesión de Jesús como el verdadero Señor. Pablo consideraba la superioridad de la revelación cristiana sobre todas las demás manifestaciones divinas como una consecuencia del hecho de que Cristo es el Hijo de Dios.
Las epístolas paulinas también promovieron la «cosmocristología» desarrollado posteriormente en el Evangelio de Juan, elaborando las implicaciones cósmicas de la existencia de Jesús como Hijo de Dios: «Por lo tanto, si alguno está en Cristo, es una nueva creación. Lo viejo ha pasado; he aquí que lo nuevo ha llegado». En la Epístola a los Colosenses, que se atribuye a Pablo (aunque esto es discutible), se hacen afirmaciones relevantes: «Por medio de él, Dios se complació en reconciliar consigo todas las cosas, tanto las que están en la tierra como las que están en el cielo». «Él es la imagen del Dios invisible, el primogénito de toda la creación».

#### Los Evangelios

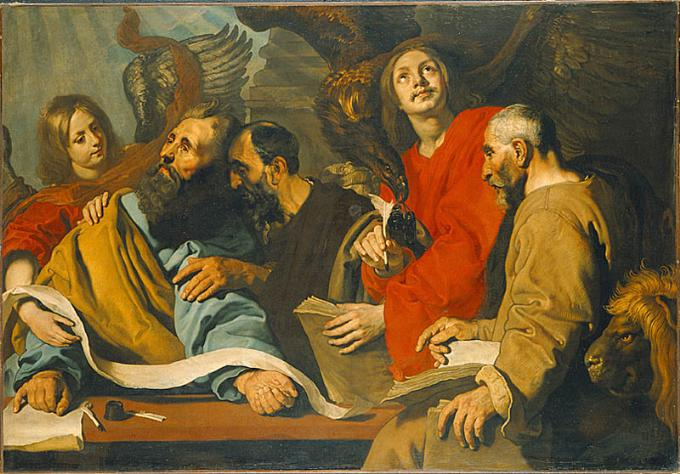
«Los cuatro evangelistas», de Pieter Soutman, siglo XVII

Los evangelios sinópticos datan de después de los escritos de Pablo. Proporcionan episodios de la vida de Jesús y algunas de sus obras, pero los autores del Nuevo Testamento muestran poco interés en una cronología absoluta de Jesús o en sincronizar los episodios de su vida, y, al igual que en Juan 21:25, los Evangelios no pretenden ser una lista exhaustiva de sus obras.
Las cristologías que se pueden extraer de los tres evangelios sinópticos suelen hacer hincapié en la humanidad de Jesús, sus dichos, sus parábolas y sus milagros. El Evangelio de Juan ofrece una perspectiva diferente que se centra en su divinidad. Los primeros 14 versículos del Evangelio de Juan están dedicados a la divinidad de Jesús como el Logos, traducido normalmente como «Verbo», junto con su preexistencia, y enfatizan el significado cósmico de Cristo, por ejemplo: «Todas las cosas fueron hechas por medio de él, y sin él no se hizo nada de lo que se ha hecho». En el contexto de estos versículos, el Verbo hecho carne es idéntico al Verbo que estaba en el principio con Dios, siendo exegéticamente equiparado con Jesús.

## Controversias y concilios ecuménicos (siglos II-VIII)

### Controversias postapostólicas
Tras la Era Apostólica, a partir del siglo II, surgieron una serie de controversias sobre la relación entre lo humano y lo divino en la persona de Jesús. A partir del siglo II, se desarrollaron una serie de enfoques diferentes y opuestos entre diversos grupos. En contraste con las opiniones monoprosópicas predominantes sobre la persona de Cristo, algunos teólogos promovieron también nociones alternativas dioprosópicas, pero estas opiniones fueron rechazadas por los concilios ecuménicos. Por ejemplo, el arianismo no reconocía la divinidad, el ebionismo sostenía que Jesús era un mortal común, mientras que el gnosticismo defendía el docetismo, según el cual Cristo era un ser espiritual que solo aparentaba tener un cuerpo físico. Las tensiones resultantes provocaron cismas dentro de la Iglesia en los siglos II y III, y en los siglos IV y V se convocaron concilios ecuménicos para tratar estas cuestiones.
Aunque algunos de los debates pueden parecer a diversos estudiosos modernos una minucia teológica, tuvieron lugar en circunstancias políticas controvertidas, que reflejaban las relaciones entre los poderes temporales y la autoridad divina, y sin duda dieron lugar a cismas, entre otros, que separaron a la Iglesia de Oriente de la Iglesia del Imperio Romano.

### Primer Concilio de Nicea (325) y Primer Concilio de Constantinopla (381)
En 325, el Primer Concilio de Nicea definió las personas de la Divinidad y su relación entre sí, decisiones que fueron ratificadas en el Primer Concilio de Constantinopla en 381. El lenguaje utilizado fue que existe un solo Dios en tres personas (Padre, Hijo y Espíritu Santo) distintas'; en particular, se afirmó que el Hijo era «homoousios» (del mismo ser) que el Padre. El Credo niceno declaró la plena divinidad y plena humanidad de Jesús. Después del Primer Concilio de Nicea en 325, el “'Logos”' y la segunda Persona de la Trinidad se utilizaban indistintamente.

### Primer Concilio de Éfeso (431)
En 431, se convocó inicialmente el Concilio de Éfeso para abordar las opiniones de Nestorio sobre la mariología, pero los problemas pronto se extendieron a la cristología y se produjeron cismas. El concilio de 431 se convocó porque, en defensa de su fiel sacerdote Anastasio, Nestorio había preferido que se utilizara el título «Christokos» (portador de Cristo) en lugar de «Theotokos» (portadora de Dios) para referirse a María y, posteriormente, contradijo a Proclo durante un sermón en Constantinopla. El papa Celestino I (que ya estaba molesto con Nestorio por otros asuntos) escribió sobre esto a Cirilo de Alejandría, quien organizó el concilio. Durante el concilio, Nestorio defendió su postura argumentando que hay dos naturalezas distintas y separadas de Cristo, una humana y otra divina, por lo que María solo dio a luz a la naturaleza humana, sugiriendo que el título Theotokos (portadora de Dios) es insuficiente para describir plenamente la Encarnación, ya que no abarca la humanidad de Cristo. El debate sobre la naturaleza única o dual de Cristo se produjo en Éfeso. 
El Concilio de Éfeso debatió el miafisismo (dos naturalezas unidas en una sola tras la unión hipostática) frente al diofisismo (naturalezas coexistentes tras la unión hipostática) frente al monofisismo (una sola naturaleza) frente al nestorianismo (dos hipóstasis). Desde el punto de vista cristológico, el concilio adoptó Mia Physis («pero hecho uno», κατὰ φύσιν). – Concilio de Éfeso, Epístola de Cirilo a Nestorio, es decir, «una sola naturaleza del Verbo de Dios encarnado» (μία φύσις τοῦ θεοῦ λόγου σεσαρκωμένη, mía phýsis toû theoû lógou sesarkōménē). En 451, el Concilio de Calcedonia afirmó el diofisismo. Las Iglesias ortodoxas orientales rechazaron este y los concilios posteriores y continuaron considerándose «miafisitas» según la fe establecida en los concilios de Nicea y Éfeso. El concilio también confirmó el título de «Theotokos» y excomulgó a Nestorio.

### Concilio de Calcedonia (451)

Espectro cristológico durante los siglos V-VII, que muestra las opiniones de la Iglesia de Oriente (azul claro), las Iglesias ortodoxas orientales y católicas (morado claro) y las Iglesias miafisitas (rosa).

El Concilio de Calcedonia de 451 tuvo una gran influencia y marcó un punto de inflexión clave en los debates cristológicos. Es el último concilio que muchos luteranos, anglicanos y otros protestantes consideran ecuménico.
El Concilio de Calcedonia promulgó plenamente la interpretación occidental diofisita propuesta por el Papa León I de Roma sobre la «unión hipostática», la proposición de que Cristo tiene una naturaleza humana «(physis)» y una naturaleza divina «(physis)», cada una distinta y completa, y unidas sin confusión ni división. La mayoría de las principales ramas del cristianismo occidental (catolicismo romano, anglicanismo, luteranismo y reformado), Iglesia de Oriente, Las catolicismo oriental y la ortodoxia oriental suscriben la formulación cristológica de Calcedonia, mientras que las ortodoxia oriental (en Antioquía, Alejandría, Etiopía, Eritrea, y Armenia) la rechazan.

### Quinto-Séptimo Concilio Ecuménico (553, 681, 787)
El Segundo Concilio de Constantinopla en 553 interpretó los decretos de Calcedonia y explicó con más detalle la relación entre las dos naturalezas de Jesús. También condenó las supuestas enseñanzas de Orígenes sobre la preexistencia del alma, entre otros temas.
El Tercer Concilio de Constantinopla en 681 declaró que Cristo tiene dos voluntades de sus dos naturalezas, humana y divina, contrariamente a las enseñanzas de los monotelitas, con la voluntad divina teniendo precedencia, dirigiendo y guiando la voluntad humana.
El Segundo Concilio de Nicea fue convocado bajo la regencia de la emperatriz Irene de Atenas en 787. Afirmó la veneración de los iconos, al tiempo que prohibía su adoración. A menudo se le conoce como «El triunfo de la ortodoxia».

## Cronología

### Primera etapa
La cristología no se desarrolló en el cristianismo primitivo como disciplina, sino como predicación y enseñanza transmitida oralmente sobre las enseñanzas, vida y muerte de Jesús de Nazaret, lo cual fue dando origen a diversos escritos, que a la postre conformaron los llamados Evangelios, entre otros; algunos incorporados como canónicos y otros discutidos (v. gr. los llamados Evangelios apócrifos). Con estas fuentes, la figura de Jesús de Nazaret, predicada como el Cristo, planteaba interrogantes sobre su condición humana en relación con Dios, puesto que las enseñanzas en las comunidades primitivas presentaban dicha figura con el título de «Hijo de Dios», y, por lo tanto, de condición divina.
Así, muy tempranamente, aparecieron interpretaciones de la persona de Jesús que diferían de la predicación original de los primeros discípulos de Jesús o, al menos, cuestionaban sus fórmulas. Una de las primeras fue el llamado «adopcionismo», que postulaba que Jesucristo no era hijo "natural" de Dios, sino que, siendo meramente de condición humana, había sido adoptado por Dios como su hijo. Otra corriente primitiva, muy extendida, fue el arrianismo, que también cuestionaba la divinidad de Jesús, reconociéndolo como «hijo» de Dios, pero inferior al Padre. Estas corrientes —entre otras— originaron disputas en los ámbitos cristianos que llevaron al Concilio de Nicea I, el cual se pronunció por la doble naturaleza de Jesucristo: humana y divina.
No obstante, la relación entre las dos condiciones de Jesús —humana y divina— y en especial con Dios, también planteó diversos interrogantes y posturas respecto a Dios mismo, en especial en cuanto al trinitarismo. Así pueden mencionarse el nestorianismo, el monofisismo y el monotelismo.
Ya promulgado el Edicto de Milán por Constantino, y la consecuente  mayor libertad de los cristianos para difundir y debatir su fe, se celebraron el Concilio de Éfeso (431) primero y luego el Concilio de Calcedonia (451), donde se definió con meridiana claridad la fórmula dogmática, poniendo fin en gran medida a las disputas:

Siguiendo, pues, a los Santos Padres, todos a una voz enseñamos que ha de confesarse a uno solo y el mismo Hijo, nuestro Señor Jesucristo, el mismo perfecto en la divinidad y el mismo perfecto en la humanidad, Dios verdaderamente, y el mismo verdaderamente hombre de alma racional y de cuerpo, consustancial con el Padre en cuanto a la divinidad, y el mismo consustancial con nosotros en cuanto a la humanidad, semejante en todo a nosotros, menos en el pecado [Hebr. 4, 15]; engendrado del Padre antes de los siglos en cuanto a la divinidad, y el mismo, en los últimos días, por nosotros y por nuestra salvación, engendrado de María Virgen, madre de Dios, en cuanto a la humanidad; que se ha de reconocer a uno solo y el mismo Cristo Hijo Señor unigénito en dos naturalezas, sin confusión, sin cambio, sin división, sin separación, en modo alguno borrada la diferencia de naturalezas por causa de la unión, sino conservando, más bien, cada naturaleza su propiedad y concurriendo en una sola persona y en una sola hipóstasis, no partido o dividido en dos personas, sino uno solo y el mismo Hijo unigénito, Dios Verbo Señor Jesucristo, como de antiguo acerca de Él nos enseñaron los profetas, y el mismo Jesucristo, y nos lo ha trasmitido el Símbolo de los Padres. Así, pues, después de que con toda exactitud y cuidado en todos sus aspectos fue por nosotros redactada esta fórmula, definió el santo y ecuménico Concilio que a nadie será lícito profesar otra fe, ni siquiera escribirla o componerla, ni sentirla, ni enseñarla a los demás.

La definición de Calcedonia respecto de Jesús de Nazaret se conoce como la Unión Hipostática (de "hipóstasis"=persona), y, en síntesis, podría enunciarse como:
- Jesucristo es verdadero Dios.
- Jesucristo es verdadero hombre.
- Jesucristo es uno y el mismo, una sola persona.

Uno y el mismo Jesucristo en dos «naturalezas» unidas de manera real (no afectiva ni simbólica), inconfusa (sin mezcla), inmutable (sin cambio) e inseparable (para siempre) en la única Persona divina (hipóstasis).
Esta definición cristológica, a su vez, autorizó a que se siguiera aludiendo a María como «Madre de Dios» y no solamente Madre de Jesús.

### Segunda etapa
La claridad de expresión de la definición de Calcedonia llevó a que durante los siglos siguientes la Cristología se limitara a precisar los términos de «naturaleza» y «persona». Asimismo, las doctrinas que se hubieron de apartar de la definición dogmática fueron acusadas de herejías, en algunos casos con persecuciones y enfrentamientos violentos.
De todos modos, hasta la actualidad, diversas confesiones cristianas aceptan en mayor o menor medida la definición de Calcedonia (v. gr. anglicanos, protestantes, ortodoxos, etc.).

### Tercera etapa
La invención de la imprenta, la crisis política y moral de la Iglesia católica y consecuente Reforma protestante, y los descubrimientos geográficos y científicos, dieron lugar, en la cultura europea, a la llamada época de la Ilustración. Con la revalorización de la razón como instrumento de conocimiento, fueron tomando fuerza las verdades verificables por la ciencia y poniéndose en duda todo el bagaje cultural hasta el momento. Las investigaciones que hasta entonces eran privativas de los conventos, en un medio de escasa alfabetización, pasaron a ser asumidas por toda aquella persona ávida de conocimientos.
En este contexto, la Cristología dio un giro de paradigma, puesto que lo que se llevó a la mesa de discusión es la autenticidad histórica de sus fuentes primarias, es decir, de los Evangelios; apareciendo como cuestión cristológica nueva y central la historicidad de la vida y muerte de Jesús de Nazaret relatada en ellos, llegándose incluso a poner en duda su propia existencia histórica.
Así, H.S. Reimarus (1694-1768), profesor de lenguas orientales en Hamburgo, redactó un manuscrito de cuatro mil páginas promoviendo la distinción en los evangelios entre el proyecto de Jesús y la intención de sus discípulos. Posteriormente, David Friedrich Strauss (1808-1874) publicó en 1837 su vida de Jesús (Das Leben Jesu), afirmando que el elemento clave para comprender los evangelios es la categoría de mito. Como reacción a estas posturas, se formó la llamada "escuela liberal" de la búsqueda de la vida de Jesús, representada por H.J. Holtzman, K.H. Weisäcker, K. Hase, B. Weiss, D. Schenkel, A. Harnack y E. Renan, entre otros. Esta escuela considera que es posible "reconstruir" la vida de Jesús a partir de fuentes «históricamente puras», es decir, sin el sesgo de la fe.
En este punto cobran relevancia los estudios de Rudolf Karl Bultmann (1884-1976) y la llamada «teología del kerigma». La tesis central podría sintetizarse en dos conceptos: a) no es posible acceder al "Jesús histórico" con las fuentes con que contamos y b) tal circunstancia no es importante para la fe en el kerigma, es decir, en el mensaje central de la fe en Cristo como Salvador de la humanidad. Para Bultmann, el cristianismo comenzó con el Cristo-predicado, es decir, con el kerigma de la primitiva iglesia. Este kerigma supone sin duda la existencia histórica de Jesús, pero no manifiesta ningún interés por la crónica de esa vida. En consecuencia, la salvación cristiana proviene de la fe sola, y este aspecto hizo que la postura de Bultmann tuviese amplia aceptación —no unánime— en el campo protestante.
A partir de la tesis de Bultmann proliferó una «tercera generación» de investigadores, en especial teólogos, con un gran número de obras. En el ámbito protestante puede destacarse a O. Cullmann, W. Pannenberg y J. Moltmann; en el católico a W. Kasper, H. Küng, E. Schillebeeckx y K. Rahner.
De esta profusión de estudios y debates puede concluirse, con carácter general:
1. El principio de una desmitización de los evangelios, más o menos radical, es aceptado como una exigencia de la interpretación existencial. Los milagros y la resurrección de Jesús plantean dificultades, y para la mayor parte de los críticos no entran en el campo de la realidad histórica.
2. La crítica sigue centrada en la interpretación existencial de Jesús. En la historia de Jesús se busca menos una información que una significación para la existencia humana.
3. No hay cristología sin un conocimiento de lo que fue Jesús de Nazaret. Por otra parte, este conocimiento, en el estado actual de la crítica histórica, es una empresa realizable, que conduce a resultados ciertos y substanciales. Los avances en filología y los continuos descubrimientos arqueológicos, permiten, cada vez más, acceder a nuevos conocimientos fiables desde el punto de vista histórico.

## Controversias respecto a los que niegan la naturaleza divina de Cristo Jesús
Varias controversias importantes se originan a partir de la negación de la divinidad de Jesucristo, es decir, de su igualdad con el Padre. Una de las primeras y más extendidas es el arrianismo, que llevó al Concilio de Nicea I. También son importantes las controversias con el nestorianismo y con el monofisismo (y sus variantes, el monotelismo y el monoenergismo), que se debatieron en varios Concilios Ecuménicos con el resultado de diversos decretos, cánones y profesiones de fe. Otras controversias cristológicas son las de los docetistas y de los adopcionistas.
La adopción del Símbolo Niceno-Constantinopolitano (Credo de Nicea-Constantinopla) respecto de la fe cristiana y del Concilio de Calcedonia (451) en relación con el punto de vista cristológico, fueron claves tanto para intentar ordenar la doctrina cristiana como para un nuevo comienzo de la discusión cristológica. Así, se puede precisar la mayoría de las cuestiones controvertidas sobre si Cristo es de naturaleza divina, de naturaleza humana, o ambas; y de ser ambas naturalezas, cómo  coexisten o interactúan.
Una de las más antiguas disputas en el cristianismo se centra en si Jesús es Dios. Un número de ramas cristianas primitivas creían que Jesús no era divino, sino simplemente un profeta, Meshia humano, como está prometido en el Antiguo Testamento. Esta doctrina, originada en la comunidad judeocristiana en Nazaret, de Jesús como un simple profeta, como está prometido en el AT, y en realidad sin unidad con el Padre, como la segunda persona de la Trinidad, Dios verdadero y Hombre verdadero, se conoció como la herejía ebionita por parte de la ortodoxia que prevaleció, no porque lo considera profeta, ni porque lo considera humano, sino porque solamente lo considera un hombre común y corriente pecador y no Hijo de Dios como también está prometido en la Tanaj (que incluye la Torá). Las inclusiones de las genealogías de Jesucristo en Mateo 1,1-17 y en Lucas 3,23-28 se usaron para explicar la creencia de que Jesús es el Cristo en la línea de David. Una explicación alternativa es que las naturalezas de Cristo estaban en oposición una con la otra, que Jesucristo solamente tenía la ilusión de un cuerpo humano y que, por lo tanto, no tendría ancestros humanos. Esta doctrina parece ser que perteneció a los cristianos gnósticos, llamados «docetas», o Docetismo, que fueron calificados de herejes por las autoridades ortodoxas de la Iglesia. 
Una postura que tienen muchos que creen en el Binitarianismo es que Jesús era el Verbo, y por lo tanto Dios (Juan 1) antes de su nacimiento, pero que no era completamente Dios mientras estuvo en la Tierra, en el sentido de que no haría nada sobre esa naturaleza (Juan 5,19.30;8,28), y que Jesús se hizo completamente Dios luego de la resurrección con toda autoridad (Mateo 28,18) y poder de Dios como lo tenía antes de su Encarnación. Hoy en día esto se considera por la mayoría de la ortodoxia cristiana como una herejía moderna.
En el credo Niceno-Constantinopolitano ya está contenida la definición ecuménica del Concilio de Calcedonia. Este punto de vista indica que Cristo "posee dos naturalezas", divina y humana, que están unidas en una misma persona, Jesucristo, sin que ninguna de las naturalezas pierda sus propiedades ni su individualidad pero sin estar separadas. Es el dogma de las iglesias Católica y Ortodoxas, y también es el punto de vista de la Comunión Anglicana (que no obliga dogmas), y de la gran mayoría de las iglesias Protestantes. Una de las doctrinas relacionadas en profundidad con la naturaleza de Jesús en la tierra es la de la kenosis.

## Controversias respecto a los que niegan la naturaleza humana de Cristo
En cambio, otras posturas proclaman que Jesús fue completamente divino pero no plenamente humano. La postura estrictamente monofisita establece que la naturaleza humana de Cristo se "disolvía" o era "consumida" por la divina, mientras que la postura miafisista establece que Cristo existe con una naturaleza híbrida, simultáneamente humana y divina, única en el universo. La postura docetista establece que Cristo no era realmente humano, sino solo aparentemente humano. El semi-docetismo niega parcialmente la humanidad, usualmente afirmando que Cristo no fue sujeto a tentación ni a ninguna debilidad humana de hambre, fatiga o miedo a la muerte.

## Otras posturas y controversias cristológicas
Otras posturas aceptan la idea de Jesús como hombre, por ejemplo la postura nestoriana establece que lo divino y lo humano compartían el mismo cuerpo pero retenían dos separadas personalidades. La postura adopcionista establece que Jesús nació como hombre, pero se convirtió en hijo de Dios por adopción al ser bautizado en el río Jordán. La postura del psilantropismo establece que Jesús es literalmente "solamente humano" y en ninguna forma divino.
Existe también la postura Judío-Mesiánica de que Yeshuwah y YHWH son la misma entidad, y Roah haQodesh y 'Elohiym son partes separadas de Dios. YHWH aparece en el TaNaKh, mientras que Yeshuwah es la forma encarnada de YHWH en Briyth Chadasha. En esta postura, Yeshuwah nace completamente humano y se vuelve completamente Dios en su bautismo por Roah haQodesh (simbolizando nuestra inclusión en la familia de Dios en nuestro propio bautismo con Roah haQodesh).
La mayoría de los que encarnacionistas citan el texto bíblico de Filipenses 2:6 y afirman que "Jesús existía en la forma de Dios antes de venir a la Tierra (Filipenses 2:6), lo que no implica que era igual a Él". Sin embargo, una lectura objetiva de ese texto deja en claro que el texto no menciona jamás que los acontecimientos que narra sucedieran antes del nacimiento de Jesús y es poco probable que los cristianos de origen judío a quienes fue dirigida la carta entendieran que el texto aludía a alguna forma de existencia previa. Dado que el texto no menciona lugar (el cielo según los encarnacionistas) o momento (antes de nacer según los encarnacionistas) dependemos del contexto para establecer estas dos realidades objetivas. El texto refiere a "Jesucristo". La mención de "Jesucristo" remite inmediatamente al lector Filipense al ser humano llamado Jesús y considerado Cristo (Mesías) por sus seguidores. 'Este Jesús tenía forma de Dios ante los hombres tal como la propia Biblia hebrea dice que Moisés tenía forma de Dios ante Faraón. (Éxodo 7:1,2)' Pese a tal autoridad , Jesús se humilla como un esclavo tal como dice el texto "en su condición de hombre" y no en una condición previa a ser hombre. El hecho de que la palabra griega original "morphos" alude a autoridad, rango o categoría y no a naturaleza queda claro en el propio texto donde es empleada para referirse a "forma de esclavo" siendo que el ser esclavo no implica una naturaleza sino una categoría o rango. Este empleo de la palabra "morphos" era habitual en el griego koineé en el cual fue escrito el Nuevo Testamento. 
En la teología neo testamentaría, Jesús era el equivalente a Adán. Los judíos aguardaban el nacimiento en la tierra de un Mesías, profeta o líder humano enviado por Dios o nacido mediante intervención milagrosa de Dios y no el descenso de una criatura celestial preexistente. Los primeros cristianos identifican a ese Mesías con Jesús de Nazaret, del cual se dice que era equivalente a Adán, el primer ser humano según la Biblia. 
Jesús era completamente humano de acuerdo a las escrituras, y según sus seguidores no tenía la mancha del pecado heredado de Adán, por lo que no tenía ninguna tendencia propia de sí mismo al pecado, sino que tenía que ser impulsado por una fuerza externa para inducirle a pecar (Satanás el Diablo). El relato de las tentaciones de Jesús que aparece en el capítulo 4 de Mateo y en el capítulo 4 de Lucas indican que fue el Diablo quien intentó hacer que Jesús pecara, y no una tendencia al mal existente dentro de él; esto es lo mismo que experimentaron Adán y Eva, solo que en el caso de estos dos últimos, Satanás tuvo éxito al inducirlos a pecar contra Dios. Como consecuencia la muerte de Jesús, al no ser consecuencia del pecado (pues Jesús nunca pecó, según Hebreos 4:15) y por lo tanto ser totalmente inmerecida (pues son los pecadores los que merecen morir, según Romanos 6:23), adquiere un valor redentor (como el de un sacrificio, según 1 Juan 2:1, 2), pues "paga" a Dios el precio del pecado heredado de Adán, y posibilita a los seguidores de Jesucristo tener la esperanza segura de que Dios los liberará de la esclavitud al pecado y a la muerte, en virtud del valor del sacrificio de Jesús. A esto se le conoce como "rescate" o "salvación".
Una vez resucitado Jesús, su cuerpo desaparece de la tumba y pese a que los primeros discípulos al verlo creen que Jesús resucitó como un espíritu, Jesús los corrige y les dice explícitamente : "Mirad mis manos y mis pies, que yo mismo soy; palpad, y ved; porque un espíritu no tiene carne ni huesos, como veis que yo tengo" (Lucas 24:39) Luego de su resurrección, Dios lo ensalza a un puesto superior al que tenía durante su ministerio en la tierra. (Juan 17:5, Filipenses 2:8-10). Este ensalzamiento pone a Jesús por encima de cualquier otro ser, excepto a su Padre (1 Corintios 15:27, 28).
(Juan 17: 1. Estas cosas habló Jesús, y levantando los ojos al cielo, dijo: Padre, la hora ha llegado; glorifica a tu Hijo, para que también tu Hijo te glorifique a ti;
Juan 17:5. Ahora pues, Padre, glorifícame tú al lado tuyo, con aquella gloria que tuve contigo antes que el mundo fuese.
Juan 17:10. y todo lo mío es tuyo, y lo tuyo mío; y he sido glorificado en ellos.
Juan 17:11. Y ya no estoy en el mundo; mas estos están en el mundo, y yo voy a ti. Padre santo, a los que me has dado, guárdalos en tu nombre, para que sean uno, así como nosotros.
Juan 17:21. para que todos sean uno; como tú, oh Padre, en mí, y yo en ti, que también ellos sean uno en nosotros; para que el mundo crea que tú me enviaste.
Juan 17:22. La gloria que me diste, yo les he dado, para que sean uno, así como nosotros somos uno.)
Los católicos y calvinistas siguen las enseñanzas de San Agustín de Hipona sobre el pecado original en cuanto a que el ser humano no solamente hereda la tendencia a pecar, sino la culpa del pecado también. Comúnmente citan a Pablo: "Y así el pecado entró al mundo a través de un hombre y la muerte por el pecado, y así la muerte se les legó a todos los hombres, porque todos los hombres pecaron" (Rm 5,12). Sin embargo, esto no resuelve la cuestión sobre Jesucristo. Si todos nacimos con la culpa del pecado, Cristo también nacería pecador.
Para resolver esto, se reconoció el dogma católico sobre la Inmaculada Concepción de María. Este dogma no debe confundirse con el del nacimiento virginal de Cristo, que es comúnmente denominado la Inmaculada Concepción.
De acuerdo al dogma, María, la madre de Jesús, fue preservada por Dios del pecado original en virtud de los méritos de Cristo, naciendo así sin pecado. Así se dice que María nunca pecó en su vida. El resultado es que cuando Jesús nació, no heredó la naturaleza pecadora de la humanidad. Nació con la naturaleza de Adán antes de la caída, no luego de la misma como el resto de nosotros.
El problema se encontraría en que negaría la misma naturaleza luego de la caída en la que los demás vivimos. Parece también inconsistente con otras citas de Pablo:
- "Ya que Dios ha hecho lo que la ley, debilitada por la carne, no pudo hacer: enviando a su único Hijo en la semejanza de la carne pecadora, condenó al pecado en la carne, para que el justo requerimiento de la ley se cumpliera en nosotros, que caminamos no de acuerdo a la carne sino de acuerdo al Espíritu" (Rm 8,3-4)
- "Ya que los hijos tienen carne y sangre, él también compartió en su humanidad para que con su muerte pudiera destruir a aquel que mantiene el poder de la muerte—es decir, el diablo— y liberar a aquellos cuyas vidas estaban esclavizadas por su miedo a la muerte. Pues ciertamente no es a los ángeles a los que ayuda, sino a los descendientes de Abraham. Por esta razón tenía que ser hecho como sus hermanos en todos los sentidos, para que pudiera hacerse misericordioso y el fiel alto sacerdote al servicio de Dios, y que pudiera interceder por los pecados de la gente. Pues él mismo sufrió cuando fue tentado, y es capaz de ayudar a aquellos que han sido tentados" (Hb 2,14-18)
En armonía con lo mencionado en los tres anteriores párrafos, la Biblia sostiene claramente que la concepción de Jesús en el viente de María no se debió a relaciones sexuales (Lucas 1:34), sino al poder del Espíritu Santo de Dios (Lucas 1:35). De seguro para Dios no es nada difícil encargarse de que María, aun siendo imperfecta, concibiera a un hombre perfecto. Es por esa razón que tuvo que ser una virgen (Lucas 1:27), para que después no se adujese que Jesús era hijo de un padre humano, y por lo tanto imperfecto también. Asimismo, lo que hizo Dios no creó a un nuevo ser, sino que formó a un ser humano en el vientre de María tal como lo describe el ángel Gabriel en el evangelio de Lucas. Ese ser, luego de nacer (y no antes) sería llamado por esta razón "Hijo de Dios" dado que no tendría padre humano. Es muy concluyente que según las escrituras el ángel Gabriel le diga a María que Jesús "Será grande y será llamado Hijo del Altísimo" y no que "Es grande y es llamado hijo del altísimo". Esto coincide con la teología, el credo y la esperanza judía de aquel entonces: el Mesías sería un ser humano nacido milagrosamente y no un ser celestial encarnado en un cuerpo humano un concepto proveniente del pensamiento griego posterior. 
De seguro María no creía que ella misma estaba libre de la mancha del pecado original, puesto que ella y José cumplieron con un requisito de la Ley establecido en Levítico 12:1-8, que dice claramente el procedimiento para purificarse del pecado cuando nacía un bebé (cosa que sería innecesario hacer si ella tuviera la misma pureza que tenía Eva antes de pecar, pues a esta última más bien se le había bendecido y se le había ordenado que llenara la Tierra con Adán su esposo, según dice Génesis 1:28, lo que implicaría tener muchos hijos). Este simple hecho registrado en la Biblia pone en seria duda la validez de la doctrina de la "Inmaculada Concepción" de acuerdo con algunos, pero otros arguyen que igual que hizo Jesucristo al bautizarse, siguiendo la Tradición, María acudió a purificarse como signo de obediencia y respeto a la Ley vigente en ese momento, como una judía más que era. 
Otras iglesias, como la Iglesia Ortodoxa o Protestantes como los Adventistas del Séptimo Día dicen que los católicos y calvinistas fallan en entender la verdadera naturaleza del pecado original. Dicen que hay una gran diferencia entre la tendencia al pecado (es decir la tentación) y el actual acto de pecar.
La ortodoxia oriental y los adventistas argumentan que Pablo dice que Cristo, como cualquier otro ser humano, heredó la misma debilidad del cuerpo humano como el resto de la humanidad. Ni Cristo ni ningún otro ser humano heredaría en sí la culpa del pecado. Lo que Cristo heredaría sería la tendencia al pecado. Las tentaciones de Cristo serían el testimonio de esto. Sintió la misma clase de hambre, la misma debilidad.
- "Por esta razón [Jesús] tuvo que ser hecho como sus hermanos en todo aspecto, de forma que pudiera ser misericordioso y fiel alto sacerdote al servicio de Dios, y que pudiera interceder por los pecados de las personas" (Hb 2,17).
Un ortodoxo oriental y un adventista podrían argumentar que entender la naturaleza humana de Cristo es tan crucial como entender su misión y su ministerio en la Tierra, tanto como su naturaleza divina.
- "Porque han invadido el mundo muchos seductores que no confiesan a Jesucristo manifestado en la carne. ¡Ellos son el Seductor y el Anticristo!" (2 Jn 7)
En relación con esto, se puede argumentar que tener hambre no es una debilidad. De ser así, entonces a los perfectos Adán y Eva no se les habría puesto en un jardín paradisíaco en el cual tuvieran a su disposición todos los frutos de casi todos los árboles (excepto el de la ciencia del bien y del mal, según Génesis 2:16, 17) para satisfacer sus necesidades alimenticias y las de sus futuros hijos. La sensación de hambre (más bien el apetito, pues nunca fue la intención de Dios el que la humanidad sufriera hambre) es un mecanismo fisiológico creado por Dios que permite al ser humano saber cuál es el momento adecuado para alimentarse, el cual, más que otras necesidades de la humanidad como el sexo, puede ser mal empleado, degenerándose en trastornos alimenticios como anorexia, bulimia o glotonería. Por lo tanto, el que Jesús sintiera hambre después de ayunar ¡40 días! (Lucas 4:1, 2) muestra que era humano, no que había heredado la tendencia al pecado. 
Lo que hace necesario que los seres humanos sean rescatados de la esclavitud al pecado heredado de Adán es el simple hecho que, aunque no son culpables directamente de lo que hicieron Adán y Eva, sí llevan en sus cuerpos el defecto que esta mala acción produjo en todos ellos, lo que los induce a su vez a pecar. Pero dado que los descendientes de Adán y Eva no son directamente culpables, a ellos Dios les puede mostrar misericordia y limpiarlos de sus pecados por la fe de ellos en Jesús, cosa que es imposible hacer con Adán y Eva, puesto que su decisión de rebelarse contra Dios fue tomada de manera deliberada, estando en perfección, y por lo tanto sin la pesada influencia del pecado heredado que ha oprimido a los demás seres humanos.

## Posturas cristológicas reflejadas en los nombres y títulos de Jesús
Cristo o Mesías
Sin lugar a dudas, junto con el de Hijo de Dios, el de Cristo es el título más extensamente aplicado a Jesús de Nazaret. 

### Cristo Rey
En la teología católica, se dice que Cristo cumple las funciones de profeta, sacerdote y rey, por ello uno de los títulos otorgados a Jesús es "Cristo Rey", y existe un día festivo asociado con el otorgamiento de este título. Este título está conferido para indicar que Cristo debería gobernar sobre todos los aspectos de la vida, incluyendo la vida política. De esta manera, este título se opone al concepto del secularismo.

### Rey de Reyes y Señor de Señores
Handel se refería a Jesús como el "Rey de Reyes" y "Señor de Señores" en su oratorio El Mesías, una referencia al pasaje bíblico Timoteo I 6:15.

### Rey del Cielo
Hay una larga tradición en la utilización de este nombre tanto para Cristo como para Dios Padre, especialmente en el Catolicismo medieval. Por ejemplo, Juana de Arco utilizaba frases como "Rey Jesús, Rey del Cielo y de todo el mundo, mi legítimo y soberano Señor" (en una carta dictada por ella el 17 de julio de 1429).

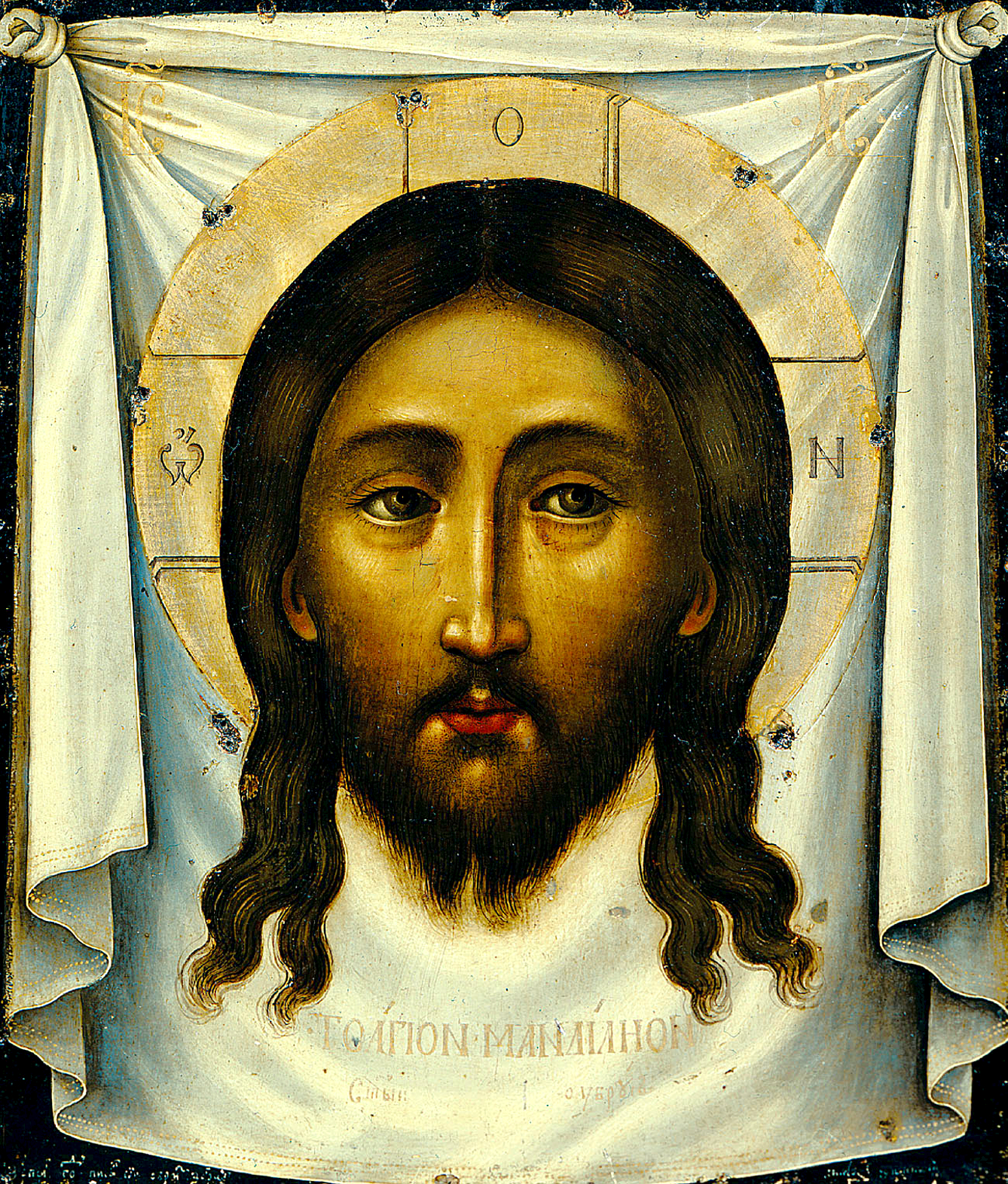
Icono del tipo "Hecha Sin Manos ", con «ὁ Ὤν» inscritos en el halo de la cruz. La abreviación "IC XC" aparece en las esquinas superiores.

### YHVH
En el Éxodo 3 cuando Dios se aparece en la zarza ardiente, Moisés le pregunta acerca del nombre por el cual debe ser llamado.  En la traducción Septuaginta Dios responde «ἐγώ εἰμι ὁ Ὤν». «Ὁ Ὤν» ((H)O ON) traducido del hebreo «אהיה», también llamado tetragrama, pero determinarlo en las lenguas indoeuropeas ha sido dificultoso. Es ampliamente aceptada como "YO SOY EL QUE SOY", "El Único Existente", "El que es", "EL SER", o significados similares. En los iconos de la Ortodoxia oriental Jesús es usualmente retratado con una cruz inscrita en su halo, y por el modo de identificarlo con el Dios que se reveló a sí mismo frente a Moisés con las letras ὁ, Ὤ, y ν están frecuentemente escritas en sus brazos.

### Abreviaciones

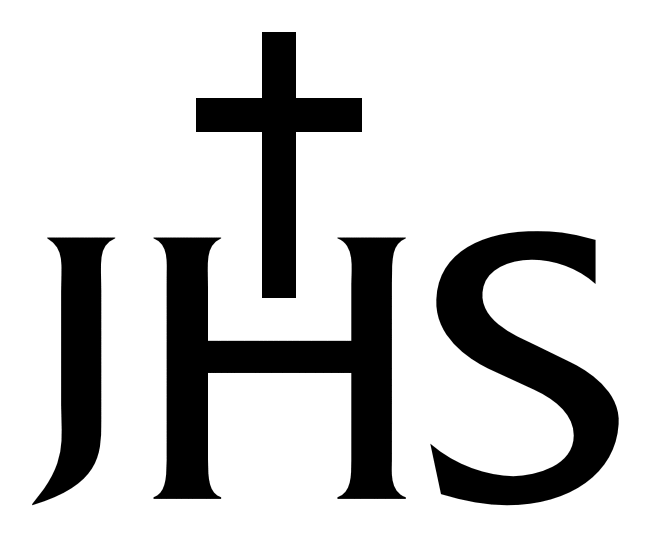
IHS o JHS Cristograma de la Cristianidad occidental.

Al iniciarse el tercer siglo, la nomina sacra, los nombres de Jesús, fueron algunas veces acortados por la contracción en las inscripciones Cristianas, resultando en secuencias de letras griegas tales como IH (iota-eta), IC (iota-sigma), o IHC (iota-eta-sigma) para Jesús (griego: Iēsous), y XC (chi-sigma), XP (chi-ro) y XPC (chi-rho-sigma) para Cristo (griego: Christos). Aquí la "C" representa la forma "alunada" medieval de la letra griega sigma; sigma podría también ser transcrita en el alfabeto latino por el sonido, dando IHS y XPS. Algunos de estos monogramas griegos continuaron usándose en latín durante la Edad Media. Finalmente el significado correcto fue mayormente olvidado, y las interpretaciones erróneas del monograma IHS condujeron a la falta ortográfica del "Jhesus". Casi al finalizar la Edad Media, IHS llegó a ser un símbolo con la "H" apareciendo como una cruz y bajo ella tres clavos, mientras que la figura entera estaba rodeada por rayos. IHS llegó a ser la característica iconográficamente aceptada de San Vicente Ferrer y de San Bernardino de Siena. Bernardino, al final de sus sermones exhibiría este monograma devotamente a su audiencia por lo cual fue criticado y más aún llevado ante el Papa Martin V. El fundador de la Compañía de Jesús (Jesuitas), Ignacio de Loyola, adoptó el monograma en su sello y este se convirtió en el emblema de su institución. IHS fue algunas veces equivocadamente entendida como "Jesus Hominum (o Hierosolymae) Salvator", es decir, Jesús, el Salvador de los hombres (o de Jerusalén=Hierosolyma).